# Marcel Amiguet
Pour les articles homonymes, voir Amiguet.
Marcel Amiguet (1891-1958) est un artiste peintre et graveur portraitiste suisse, longtemps établi à Paris. Cet artiste, passionné par les correspondances entre sons et couleurs, a produit un œuvre marqué par la musique, la montagne et l’Orient.

## Biographie

### Éléments biographiques
Né le 24 juillet 1891 à Ollon, Marcel Amiguet fréquente la Realschule, soit l’école primaire à Lucerne, puis l’École de Commerce de Lausanne. Travaillant quelque temps comme fonctionnaire postal, il commence sa carrière artistique en amateur.
Dès 1912, cependant, il s’installe à Paris, où il suit des cours à l’École des Beaux-Arts, étudie la fresque avec Paul Baudoüin et peint avec François Flameng et Louis-Joseph-Raphaël Collin. Dans le célèbre atelier de Fernand Cormon, il se lie au peintre Robert Fernier, qui deviendra l’un de ses plus fidèles amis. Il épouse en 1920 une pianiste, Madeleine, sœur du peintre Gaston Vaudou, dont il partage l'atelier à Paris. Elle l'introduit dans le milieu de la Schola cantorum et participera à plusieurs concerts organisé dans l'atelier du peintre.
Amiguet séjourne alternativement à Paris, à Ollon et aux Charbonnières (Vallée de Joux) où réside l’une de ses sœurs et où il orne en 1920 l’église de trois personnages allégoriques, La Foi, L’Espérance et La Charité. Les paysages du Jura et des Alpes constitueront longtemps sa principale source d'inspiration.
Les années 1920 représentent pour l’artiste une période relativement brillante. Il expose dans diverses galeries et Salons parisiens, se voit chargé d’enseignement à l’Institut Martenot à Neuilly (1924-1928, 1934-1938), organise des concerts dans son atelier et donne de nombreuses conférences sur les relations entre les arts.

Marcel Amiguet, Portrait de Maurice Ravel, 1928, eau-forte

Il participe en 1928 à une exposition d’œuvres en Lap, soit ciment teinté pouvant reproduire les couleurs les plus éclatantes.

### Peintre et graveur mélomane
Violoniste amateur, Amiguet est un auditeur assidu de Vincent d’Indy et de la Schola cantorum où celui-ci enseigne, et où il rencontre de nombreux musiciens. Ainsi, Amiguet publie en 1928 un album d’eaux-fortes où il illustre les visages de Georges Auric, Jean Cras, Paul Dukas, Manuel de Falla, Arthur Honegger, Vincent d’Indy, Darius Milhaud, Henri Rabaud, Maurice Ravel, Albert Roussel, Florent Schmitt et Igor Stravinsky. Curieusement, le portrait de Serge Prokofiev, également imprimé par l’artiste en 1928, ne figure pas dans cette série.
Passionné de théorie à la fois musicale et artistique, Amiguet est l’un des nombreux successeurs intellectuels du jésuite Louis Bertrand Castel qui, au début du XVIIIe siècle déjà, cherchait à établir des correspondances entre les sons et les couleurs. Comme d’autres compatriotes helvétiques, Amiguet cherche à jeter les bases d'un système précis d’équivalences entre les sons et les couleurs. Il diffuse ses théories par ses cours à l’institut Martenot et par de multiples conférences. Cette quête s’inscrit d’ailleurs dans une réflexion omniprésente en Europe à l’époque, ayant pour thème l’unité de l’Art, et l’idée d’un art du futur fondé sur la perfectibilité de la perception humaine. En 1919 déjà, il expose une suite de quatre tableaux portant comme titre les mouvements d’une symphonie, puis réalise une « traduction littérale » de la troisième Fugue du Clavier bien tempéré de Jean-Sébastien Bach, œuvre exposée en 1923, ou encore, deux ans plus tard, une tapisserie du Réveil de la nature d'après un mouvement de la première symphonie d'Albert Roussel intitulé Poème de la forêt, dans laquelle « au lieu d’être juxtaposées, comme dans une mélodie, les couleurs sont superposées comme dans les accords musicaux, donnant naissance à des gris colorés ».
La plupart de ses œuvres se trouvent aujourd’hui dans des collections privées. Son portrait du criminologue Rodolphe Archibald Reiss, dont il a été témoin de la mort, a paru en première page de la revue Europe Illustrée d'août 1930.

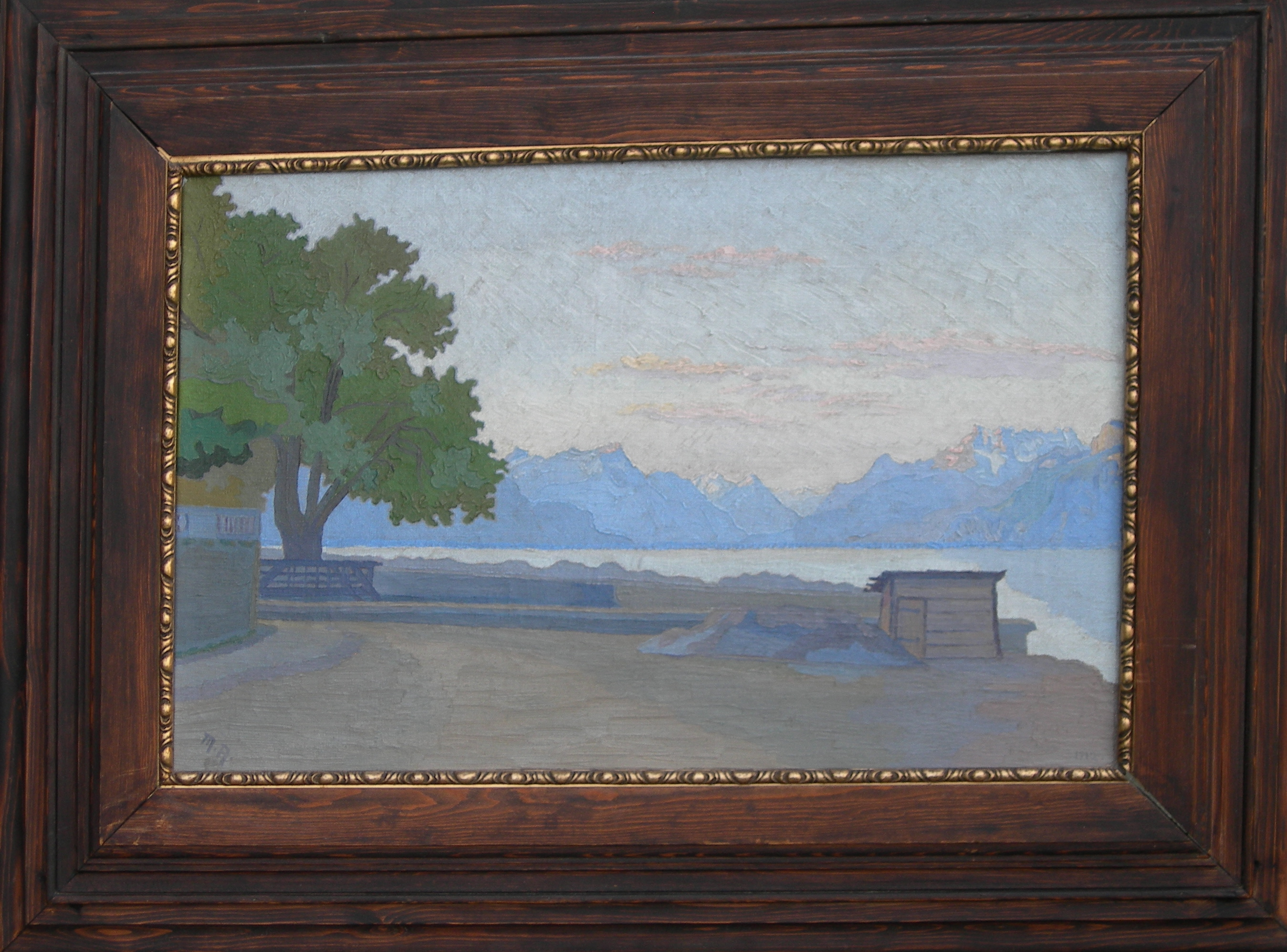
Marcel Amiguet, Vue prise de Cully en direction de l'est, 1912
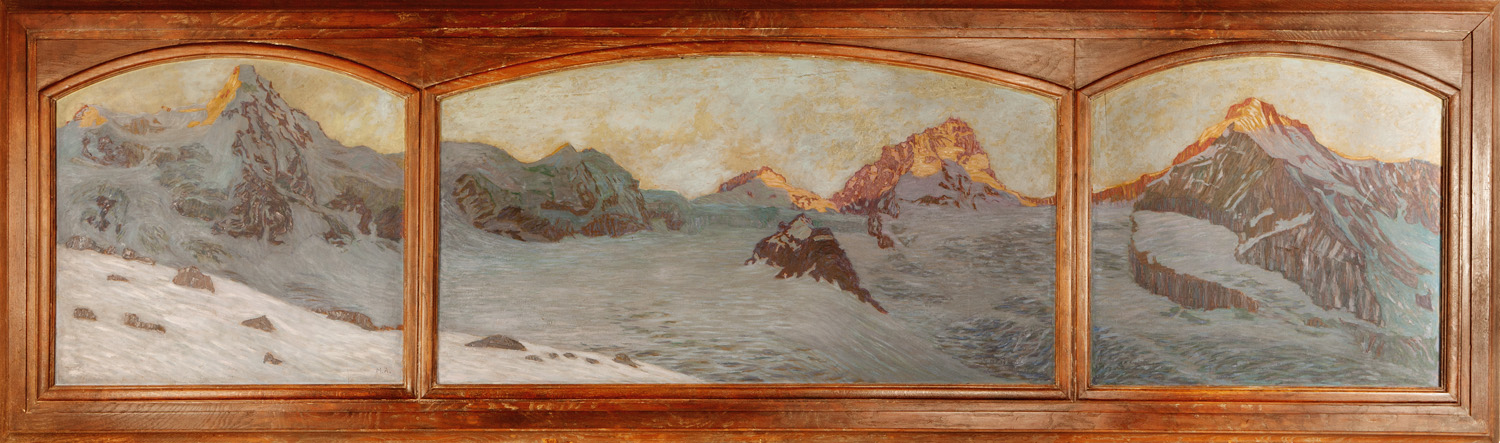
Marcel Amiguet, Triptyque du Grand-Mountet,1918
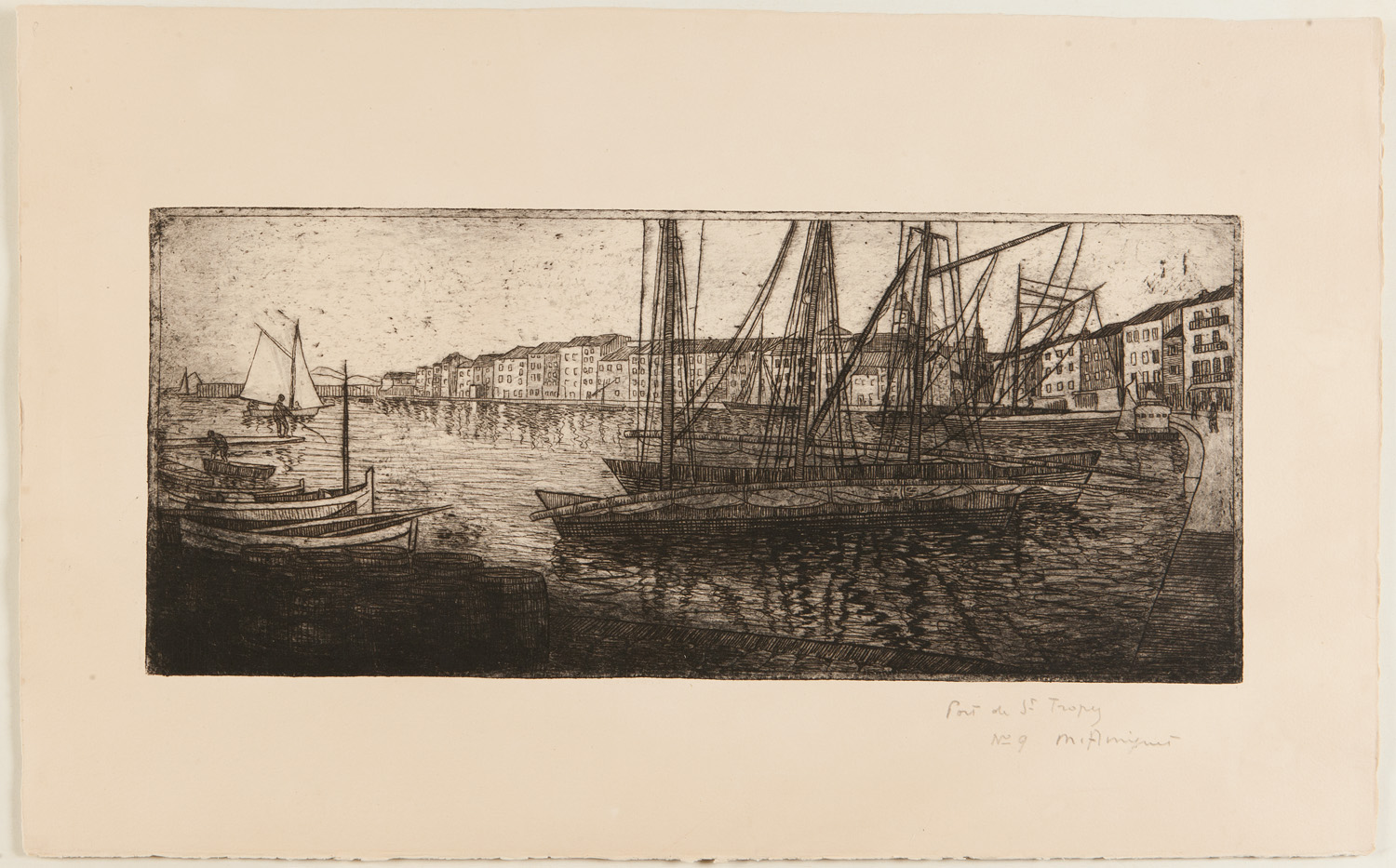
Marcel Amiguet, St-Tropez
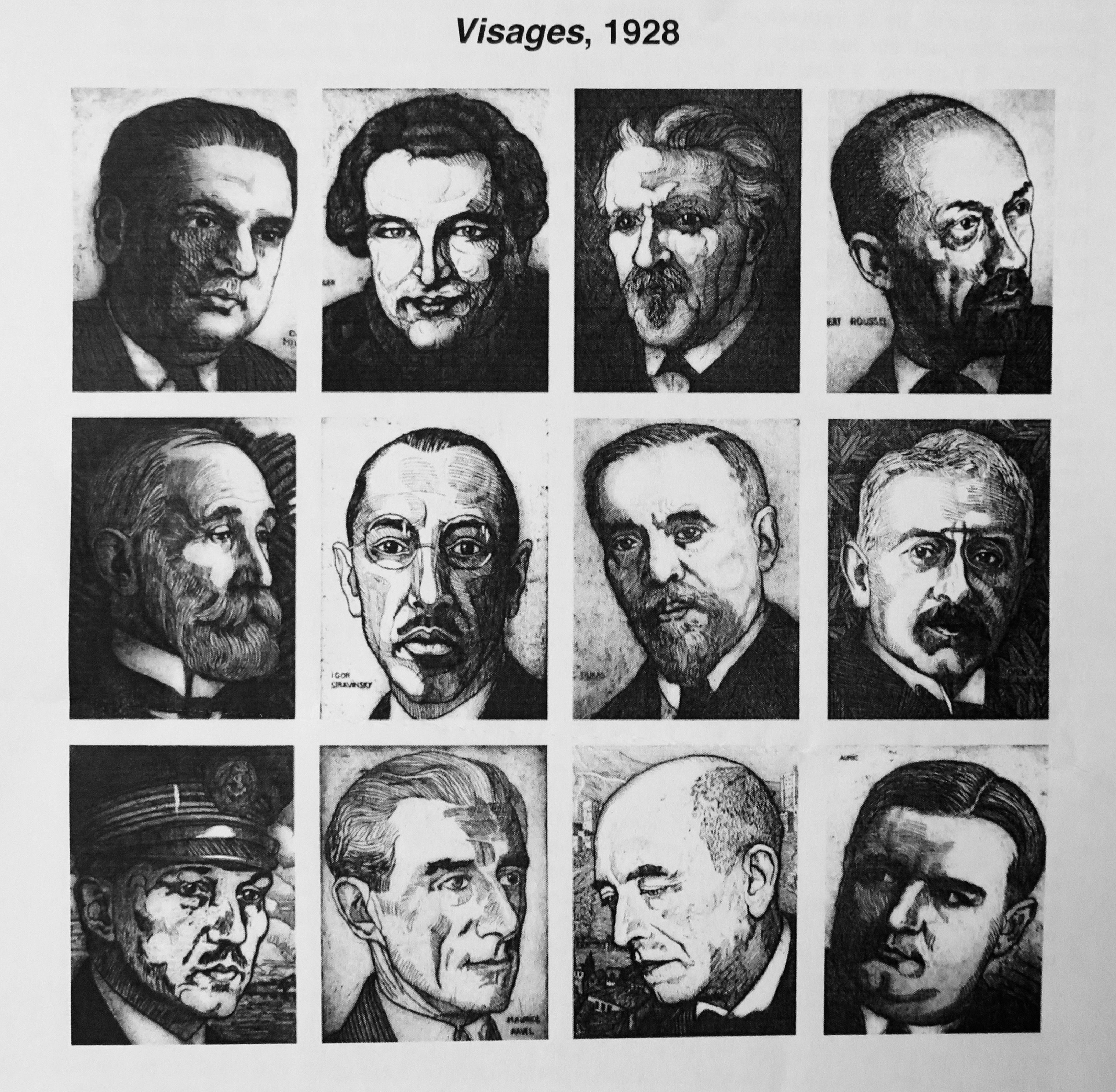
Portraits de compositeurs français par Marcel Amiguet, gravures, 1928
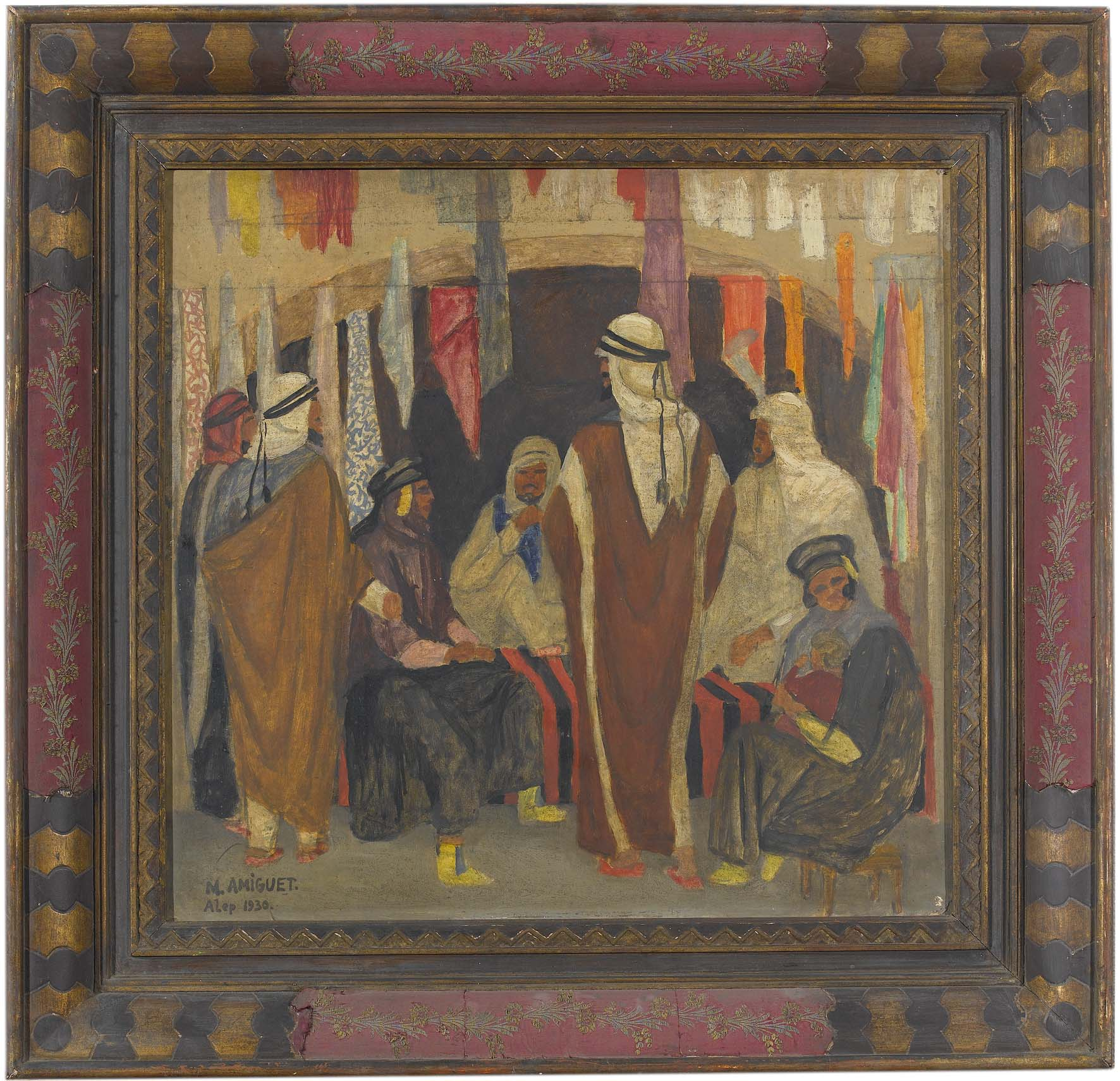
Marcel Amiguet, Souk d'Alep, 1930, huile sur bois
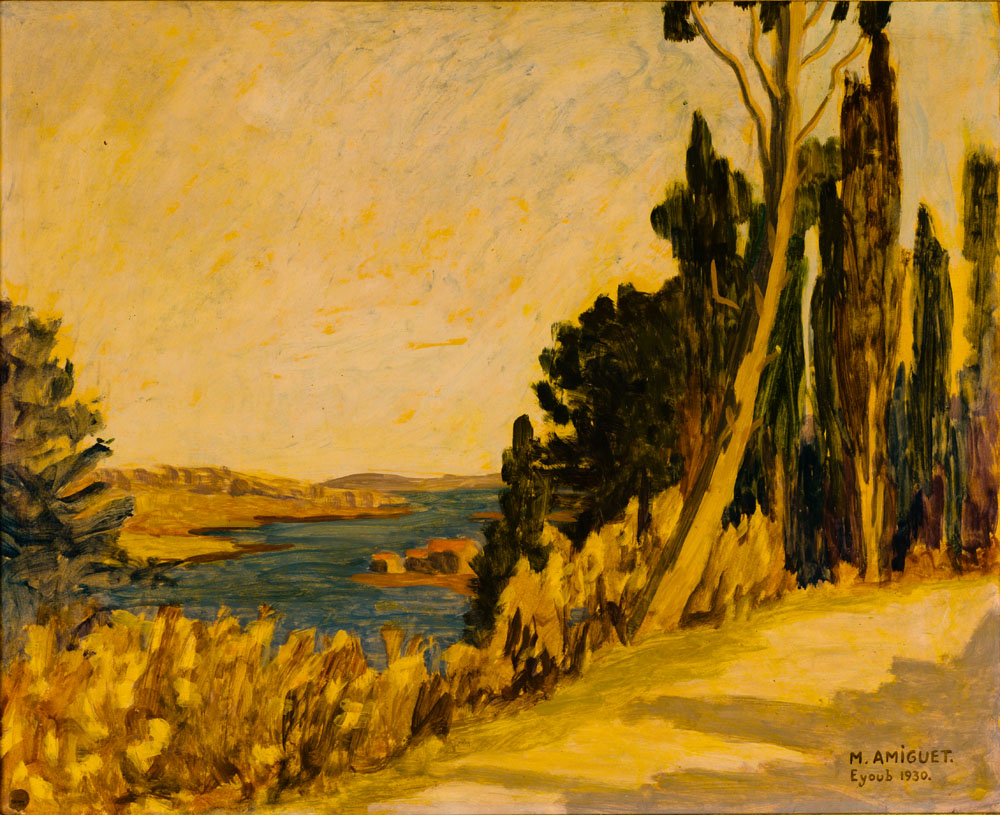
Marcel Amiguet, Paysage turc (Eyoub), 1930, huile
Amritsar, Le temple d'or (photographié par Marcel Amiguet), 1931
Arrivée de l'Ouvège à la place de la Concorde, 29.12.1932

### Voyageur
Amiguet, comme bien d’autres artistes, est attiré par l’Orient. Il décide de voyager à bord d’un véhicule-atelier qu’il appelle L'Ouvège, sorte de mobile home conçu par lui-même et spécialement construit à son intention par les usines Renault. Le 13 mars 1929, Amiguet, qui a informé la radio, la presse et le cinéma d’actualités, se fait remarquer lors de son départ de la place de la Concorde à Paris. Par la suite, plus de quatre-vingts articles, souvent illustrés, lui seront consacrés dans de nombreux journaux. Son périple de près de quatre ans le mènera jusqu’à Bombay. Photographe enthousiaste, il documente ses pérégrinations en rédigeant également – avec un certain talent littéraire - un impressionnant journal de bord, en partie publié. Son talent publicitaire lui permet d'orchestrer chaque arrivée dans une capitale et d’en faire un événement médiatique. Parti avec peu d’argent, il finance son entreprise en réalisant les portraits de nombreux notables rencontrés au hasard du voyage. En octobre 1933, il organise une exposition à la galerie Renaissance à Paris, avec 247 peintures et dessins et 312 objets rapportés de son voyage.

### Dernières années
Rentré au pays dans les années 1930, l’artiste oscille entre Paris et la Suisse jusqu’à la Seconde Guerre mondiale. Par la suite encore, il voyage à nouveau, toujours en voiture, cette fois avec L’Antenne (Peugeot 402). Il visite l’Espagne, le Portugal, l’Italie, l’Angleterre, sans oublier un détour par l’Égypte. La Suisse centrale et le Tessin lui inspirent également de nombreux paysages.
Toutefois, des troubles mentaux nécessitent à diverses reprises une hospitalisation. Un délire de la persécution le coupe progressivement même de ses proches. Isolé, il meurt dans son atelier d’Ollon le 10 août 1958. Comme l'écrit Philippe Junod :

« Ollon- Paris – Bombay – Ollon. Ainsi s’achève l’itinéraire de ce petit fonctionnaire postal devenu, pour quelque temps, vedette mondaine puis Prince des Mille et une nuits. Or, tous les contes de fées ont une fin. Oublié des médias, (…), exilé dans la solitude de son atelier d’Ollon, véritable caverne d’Ali Baba, le peintre vivra ses dernières années dans un autre monde, cultivant sa nostalgie et ses fantasmes. »

## Réception
À partir de son séjour parisien, cet artiste autodidacte a connu une certaine notoriété internationale, puis sa trajectoire a sombré dans l'oubli le plus total. Les rares notices de dictionnaires qui lui sont consacrées fourmillent d'erreurs. Le Künstlerlexikon l'appelle « Amiquet » et commet plusieurs fautes de dates, le célèbre Bénézit ne lui offre que trois lignes et en fait par erreur un sculpteur, non seulement dans la version imprimée de 1999, prétendument « entièrement refondue », mais aussi dans la version publiée en ligne en 2011. L'artiste est inconnu du Dictionnaire historique de la Suisse, tout comme du Lexikon der Kunst en 7 volumes, ou encore du Dictionnary of Art en 34 volumes. Il figure en revanche brièvement dans le Dictionnaire biographique de l'art suisse et dans le monumental Thieme-Becker paru en 37 volumes, mais c'est surtout l'Allgemeines Lexikon paru à Leipzig en 1992 qui fournit une information à peu près utilisable, encore que parsemée d'erreurs.
Cette damnatio memoriae atteint également ses œuvres, dont certaines, pourtant propriété d'institutions publiques, ont été perdues, tandis que le portefeuille des Visages a été démantelé par le Cabinet des estampes de la Bibliothèque nationale de Paris, chacune des eaux-fortes étant versée dans le dossier iconographique du modèle, sans mention de l'artiste. Par conséquent, ces portraits ont été publiés sans indication d'auteur, ou alors en les attribuant à un certain « Aunuquet » ou à « Th. Stravinsky »! La monographie de Philippe Junod, ainsi qu'une récente notice du Dictionnaire sur l'art en Suisse lui rendent enfin justice.
La pierre funéraire de l'artiste, récupéré après désaffectation de sa tombe, est désormais placée devant le château d'Ollon.

### Archives
- Fonds Marcel Amiguet déposé à l’Institut suisse pour l’étude de l’art à l’Université de Lausanne.
- Fonds Marcel Amiguet (peintures, gravures, dessins) à la Fondation Ateliers d'artiste à Saint-Maurice: Marcel Amiguet